# Edda poètica

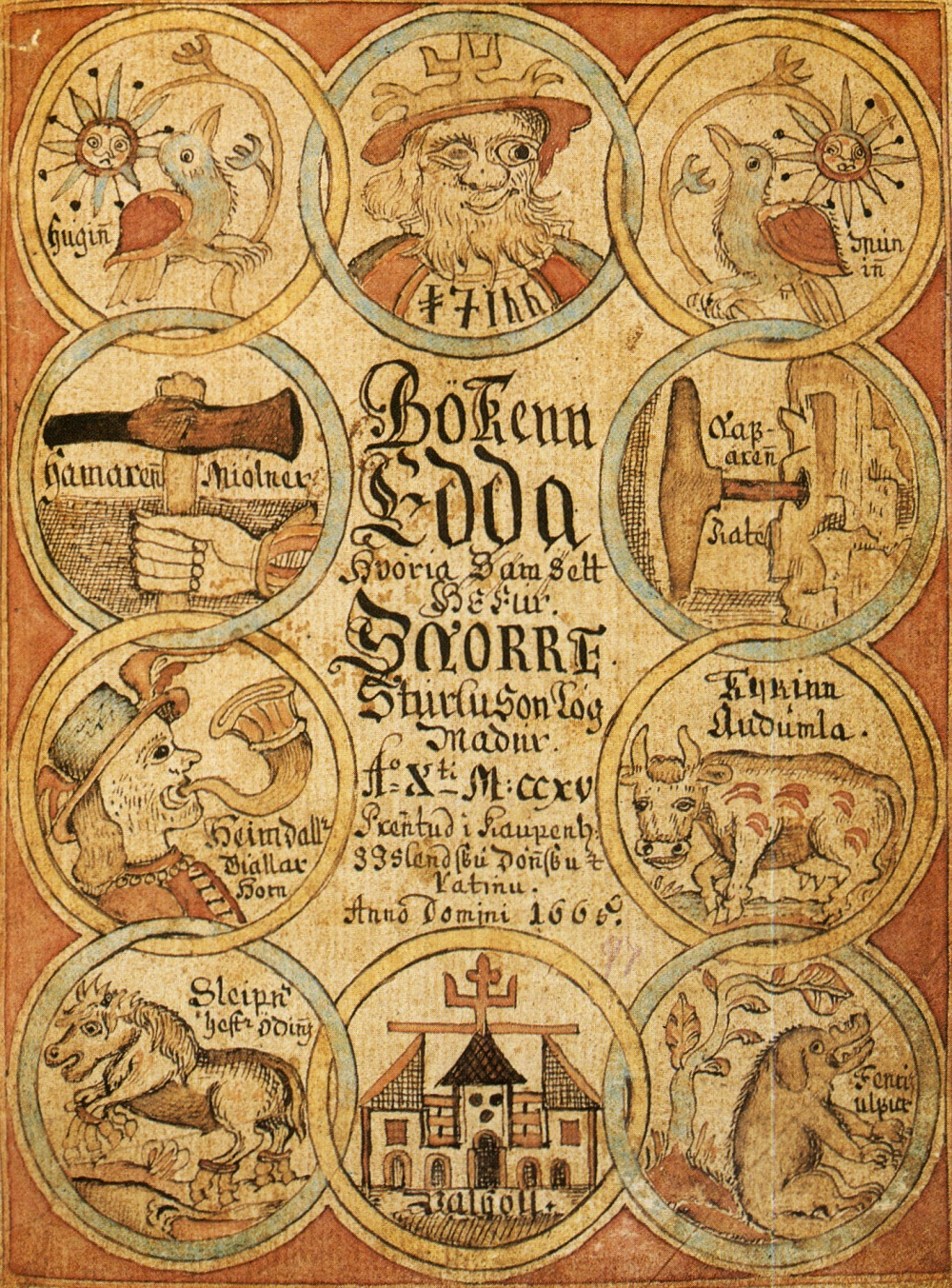
Portada de lEdda prosaica

L'Edda poètica és una col·lecció de poemes escrits en nòrdic antic preservats inicialment en el manuscrit medieval islandès conegut com a còdex Regius, que juntament amb l'Edda prosaica, de Snorri Sturluson, és la font existent més important sobre mitologia escandinava i llegendes heroiques germàniques. Tot i això, no sols és la major font gràcies al contingut de les històries que s'hi expliquen, sinó també per la força i els efectes dramàtics que desprenen molts dels seus poemes quan es llegeixen.
El còdex Regius va ser escrit durant el segle xiii, però no es va saber res del seu parador fins a 1643, quan va arribar a les mans de Brynjólfur Sveinsson, bisbe de Skálholt. En aquells temps, les versions de l'Edda de Snorri ja eren ben conegudes a Islàndia, però els erudits especulaven que n'hi havia una altra, una Edda major que contenia els poemes pagans que Snorri cita en el seu llibre.
Quan es va descobrir el còdex Regius, es va creure que aquesta havia estat trobada. Brynjólfur va atribuir el manuscrit a Sæmundr el Savi, un sacerdot islandès del segle xii. Encara que aquesta atribució és rebutjada pels erudits moderns, el títol d'Edda Sæmundar encara es pot veure a vegades.
El bisbe Brynjólfur va enviar el còdex Regius com un regal a un rei danès, d'aquí el nom de regius, i durant segles ha estat guardat a la Biblioteca Reial Danesa, però l'any 1971 va ser retornat a Islàndia.

## Estil
Els poemes èddics estan compostos en versos al·literatius. La majoria són fornyrðislag (tipus de vers al·literatiu), tot i que també n'hi ha de málaháttr, que n'és una variació comuna. La resta, vora una estrofa, estan compostos en ljóðaháttr (un altre tipus de vers al·literatiu).
La llengua dels poemes és, generalment, clara i relativament poc adornada. Tot i que els kenningar (figures retòriques que anomenen una cosa mitjançant una paraula que la caracteritza) hi són emprats usualment, no s'apropen a la freqüència o a la complexitat trobada en la poesia eskàldica.

## Suposat autor
Com la major part de la poesia primerenca, els poemes èddics eren recitats per trobadors, passats oralment de cantant a cantant i de poeta a poeta al llarg dels segles. És per això que cap d'aquests poemes és atribuïble a un autor en particular, encara que molts en mostren unes característiques individuals determinades, i és probable que es deguin al treball d'un poeta determinat. Els erudits sovint especulen amb autors hipotètics, però mai s'hi ha arribat a cap conclusió ferma i acceptada.

## Data de composició
La datació dels poemes també ha estat una font de llargues discussions entre els entesos durant molt de temps. Com que alguns versos dels poemes èddics de vegades apareixen en poemes de poetes coneguts, és difícil d'avaluar i aconseguir conclusions fermes. Per exemple, Eyvindr skáldaspillir, de la segona meitat del segle x, empra en els seus Hákonarmál un parell de versos que retrobem als Hávamál, per tant, tant és possible que Eyvindr estigués citant un poema conegut, com de ben segur que els Hávamál ho devien ser, o que, almenys l'estrofa en qüestió d'aquesta composició poètica sigui un treball posterior al d'Eyvindr. Els poemes individuals tenen pistes individuals sobre la seva edat. Per exemple, els Atlamál in grœnlenzku permeten pensar, pel títol i per una o altra evidència interna, que foren compostos a Grenlàndia. Si és així, no poden ser anteriors a l'any 985, ja que no hi va haver escandinaus a Grenlàndia fins aquell moment.

## Localització de l'obra
El problema de localitzar els poemes està relacionat amb el problema de saber quan van ser compostos. Atès que Islàndia no es va habitar fins més o menys l'any 870, qualsevol cosa composta abans d'aquesta data hauria d'haver estat necessàriament composta en qualsevol altre lloc, molt probablement a Noruega. No obstant això, tots els poemes són més recents, per tant, possiblement es van compondre a l'illa. Els estudiosos han provat de localitzar poemes individuals estudiant la fauna, flora i geografia a què fan referència, però, malgrat tot, aquesta aproximació no sol donar resultats ferms. Per exemple, encara que no hi havia llops a Islàndia, podem assegurar que els poetes islandesos coneixien aquest animal. De manera semblant, les descripcions apocalíptiques de Völuspá s'han pres, de vegades, com a prova que el poeta que el va compondre va veure una erupció volcànica a Islàndia, però això és difícilment cert. Últimament, els erudits han tendit a evitar aquest debat.

Pedra rúnica de Ramsund (Södermanland) del, que representa el mite de Sigurd; explica com Sigurd va aprendre el llenguatge dels ocells en lEdda poètica i en la Saga Völsunga

## Edicions
Alguns poemes semblants als trobats al còdex Regius s'inclouen habitualment dins de les edicions de l'Edda poètica, com és el cas dels AM 748 I 4to, l'Hauksbók o el Flateyjarbók. Depenent de l'editor s'inclouen, doncs, en una edició de l'Edda poètica, uns poemes o uns altres. Els que no estan inclosos en el còdex Regius se solen anomenar Edda menor. Els traductors anglesos no s'han posat d'acord a l'hora de traduir els noms dels poemes èddics ni quan es tracta de quina seria la manera de traduir les formes poètiques del nòrdic antic. Es tradueixen d'acord amb les tres traduccions de Bellows, Hollander i Larrington, i amb els noms normalitzats en anglès en el llibre de Lindow Mitologia nòrdica i en el d'Orchard Cassell Dictionary of Norse Myth and Legend.

## Poemes inclosos per diversos editors

### Poemes mitològics

#### Que apareixen en el còdexRegius
Vǫluspá: La profecia de la volva
Hávamál: Les dites d'en Hávi
Vafþrúðnismál: Les dites d'en Vafþrúðnir
Grímnismál: Les dites d'en Grímnir
Skírnismál: Les dites de l'Skírnir
Hárbarðsljóð: El poema d'encantament d'en Hárbarðr
Hymiskviða: La cançó d'en Hymir
Lokasenna: La senna d'en Loki
Þrymskviða: La cançó d'en Þrymr
Alvíssmál: Les dites de l'Alvíss
Vǫlundarkviða: La cançó de Vǫlundr

#### No apareixen en el còdexRegius
Baldrs draumar: Els somnis de Baldr
Rígsþula: La cançó de Ríg, La llista de Ríg
Hyndluljóð: El poema d'Hyndla, La cançó d'Hyndla
Völuspá in skamma: La Völuspá curta, La profecia de Seeress curta, Curta profecia de la Seeress (aquest poema està inclòs com una interpolació en Hyndluljóð).
Svipdagsmál: La balada de Svipdag, La cançó de Svipdag - Aquest títol, originàriament suggerit per Bugge, avui dia cobreix dos poemes diferents: 
Grógaldr: L'encantament de Gróa, L'encantament de Gróa 
Fjölsvinnsmál: La balada de Fjölsvid, La cançó de Fjölsvid
Gróttasöngr: La cançó de Mill, La cançó de Grotti (No inclosa en moltes edicions.)
Hrafnagaldur Oðins: La cançó del corb d'Odín, El cant del corb d'Odín (Un treball posterior no inclòs en moltes edicions.)

### Cançons heroiques

#### Apareixen en el còdexRegius
Després dels poemes mitològics, el còdex Regius continua amb cançons heroiques sobre herois mortals.

#### Les cançons d'Helgi
Helgakviða Hjörvarðssonar: La cançó d'Helgi el fill de Hjörvard, El poema d'Helgi, fill d'Hjörvard
Helgakviða Hundingsbana I o Völsungakviða: La primera cançó d'Helgi Hundingsbane, La primera cançó d'Helgi el Matahundings, El primer poema d'Helgi Hundingsbani
Helgakviða Hundingsbana II o Völsungakviða: La segona cançó d'Helgi Hundingsbane, La segona cançó d'Helgi el Matahundings, Un segon poema d'Helgi Hundingsbani
Nota: Helgi Hjörvarðsson i Helgi Hundingsbani són dos personatges diferents; no obstant això, la prosa que connecta els poemes de l'Edda poètica afirma que el segon n'és la reencarnació del primer.

### El cicle dels Nibelungs
Frá dauda Sinfjötla: De la mort de Sinfjötli, La mort de Sinfjötli (Un petit text en prosa).
Grípisspá: La profecia de Grípir
Reginsmál: La balada de Regin, La cançó de Regin
Fáfnismál: La balada de Fáfnir, La cançó de Fáfnir
Sigrdrífumál: La balada del Traevictorias, La cançó de Sigrdrifa
Brot af Sigurðarkviðo: Fragment d'una cançó de Sigurd, Fragment d'un poema sobre Sigurd Guðrúnarkviða I La primera cançó de Gudrun
Sigurðarkviða hin skamma: La cançó curta de Sigurd, Un poema curt sobre Sigurd
Helreið Brynhildar: El viatge infernal de Brynhild, El viatge de Brynhild a l'infern
Nota: en aquest cas, per al viatge es va usar la paraula ride, que ve a significar 'viatge', però sent portat per un altre.
Dráp Niflunga: L'assassinat dels Nibelungs, La caiguda dels Nibelungs, La mort dels Nibelungs
Guðrúnarkviða II: La segona cançó de Gudrun o Guðrúnarkviða hin forna La vella cançó de Gudrun
Guðrúnarkviða III: La tercera cançó de Gudrun
Oddrúnargrátr: El lament d'Oddrun, El ploriqueig d'Oddrun
Atlakviða: La cançó d'Atli (El títol complet del manuscrit és Atlaviða hin grœnlenzka, això és, La cançó de Groenlàndia d'Atli, però els editors i traductors generalment ometen la referència a Groenlàndia com un possible error causat per una confusió amb el poema següent.)
Atlamál hin groenlenzku: La balada de Groenlàndia d'Atli, La cançó en groenlandès d'Atli, El poema groenlandès d'Atli
Nota: en aquests casos, s'usava la forma escandinava «Niflungs», però ha estat traduïda a Nibelungs.

#### La cançons de Jörmunrekkr
Guðrúnarhvöt: La incitació de Gudrun, El lament de Gudrun, L'excitació de Gudrun
Hamðismál: La balada d'Hamdir, la cançó d'Hamdir
Les cançons heroiques han de veure's com un tot en l'Edda, però estan compostes per tres capes: la història d'Helgi Hundingsbani, la història dels Nibelungs i la història de Jörmunrekkr, rei dels Ostrogots. Aquestes són originals i, respectivament, escandinaves, alemanyes i gòtiques. Cal tenir en compte fins on es pot determinar la historicitat: Àtila, Jörmunrekkr i Brynhildr van existir, a més a més Brynhildr es va basar parcialment en Brunhilda d'Austràsia, però, la cronologia ha estat invertida en els poemes.

#### No apareixen en el còdexRegius
Moltes de les sagues llegendàries contenen poesia en estil èddic. La seva edat i importància són difícils d'avaluar, però la saga Hervarar, concretant, conté interpolacions poètiques interessants.
Hlöðskviða: Cançó d'Hlöd, també coneguda en anglès com The Battle of the Goths and the Huns (La batalla dels gots i els huns). Extreta de la saga Hervarar.
El despertar d'Angantýr: extreta de la saga Hervarar.

#### Sólarljóð
Sólarljóð: Poemes del sol
Aquest poema, tampoc contingut en el còdex Regius, és inclòs de vegades en algunes edicions de l'Edda poètica a pesar que és cristià i pertany, parlant pròpiament, a la literatura visionària de l'edat mitjana. Està, no obstant això, escrit en ljóðaháttr i usa molta imatgeria pagana.